# 우상 (영화)
"우상"은 2019년에 개봉한 대한민국의 영화이다.

## 줄거리
청렴한 도덕성으로 시민들의 뜨거운 지지를 받으며 차기 도지사로 주목받고 있는 도의원 구명회(한석규)는 아들의 뺑소니 사고로 정치 인생 최고의 위기를 맞게된다. 한편 유중식(설경구)은 지체장애 아들 부남이 자신의 모든 것이었는데 교통사고를 당해 싸늘한 시체로 돌아오자 절망에 빠진다. 사건 당일 모든 것을 알고 있는 며느리 최련화(천우희)가 자취를 감춘다. 그날의 사고로 이들 세 사람의 지옥같은 현실이 펼쳐진다. 

## 캐스팅
- 한석규 : 구명회 역
- 설경구 : 유중식 역
- 천우희 : 최련화 역
- 유승목 : 황변 역
- 현봉식 : 김 형사 역
- 강말금 : 명회 처 역
- 김성녀 : 명회 모 역
- 서주희 : 동숙 역
- 김명곤 : 최 의원 역
- 조병규 : 요한 역
- 이우현 : 부남 역
- 김서원 : 김 비서 역
- 김종만 : 김용구 역
- 김희정 : 마사지샵 여사장 역
- 김재화 : 수련 역
- 안다정 : 매나 역
- 이영석 : 계부 역
- 승의열 : 김변 역
- 전진기 : 김 의원 역
- 이윤희 : 도지사 대행 역
- 김홍수 : 중국인 사내 역
- 민경진 : 목격자 노인 역
- 김병수 : 오씨 역
- 이주원 : 강 형사 역
- 오병남 : 세탁소 사장 역
- 유광수 : 왜관 주민 역
- 김지원 : 여비서 역
- 최영경 : 목 잘리는 여종업원 역
- 임정민 : 휴게텔 사장 역
- 김송일 : 수련 남편 역
- 김혜화 : 판사 역
- 이동훈 : 경찰 서장 역
- 길창규 : 형사 반장 역
- 조대희 : 조 형사 역

## 영화정보
- 이수진 감독은 이 영화가 자신의 데뷔작 "한공주"보다 먼저 구상한 작품이었다고 시사회 간담회에서 밝혔다.[1]
- "우상"은 2019년 2월 열린 제69회 베를린 국제영화제 파노라마 섹션 부문에서 공식 초청되어 상영되었다.[2]
- 천우희는 "한공주"에 이어 이수진 감독의 두번째 작품 "우상"에 출연했다.
- 2019년 3월 7일 CGV용산아이파크몰에서 열린 언론배급시사회에는 한석규,. 설경구, 천우희 배우와 이수진 감독이 참석했다.[1]
- 우상은 2019년 3월 20일 수요일 개봉되어 첫날 3만 3천명의 관객이 들었고, 첫번째 주말인 3월 24일까지 13만 7천명의 관객을 동원했다. 같은 날짜에 개봉된 영화는 "돈"과 "악질경찰"이다.[3]

## 수상
- 2019년 제23회 판타지아 국제영화제 슈발누아경쟁부문 최고작품상
- 2019년 제23회 판타지아 국제영화제 슈발누아경쟁부문 남우주연상 - 한석규
- 2019년 제23회 판타지아 국제영화제 슈발누아경쟁부문 남우주연상 - 설경구

## 같이 보기
- 2019년 대한민국의 영화 목록